# Пентин
Пентин - Химическое соединение класса углеводородов и алкинов, с химической формулой C5H8.При комнатной температуре остается жидким.Является общим терминальным алкиновым субстратом в исследованиях катализа.

## Изомеры
У Пентина существуют несколько изомеров:
- 1-Пентин
- 2-Пентин